# Modrý vrch
Modrý vrch je přírodní rezervace v oblasti Slovenský ráj.
Nachází se v katastrálním území města Spišská Nová Ves v okrese Spišská Nová Ves v Košickém kraji. Území bylo vyhlášeno či novelizováno v roce 1988 na rozloze 4,4600 ha. Ochranné pásmo nebylo stanoveno.